# 褐色參珠螺
褐色參珠螺（学名：Notosinister subaura）为左錐螺科參珠螺屬下的一个种。